# Annie Schreijer-Pierik
Johanna Maria Gertruida (Annie) Schreijer-Pierik (Diepenheim, 17 februari 1953) is een Nederlandse politica namens het Christen-Democratisch Appèl (CDA). Zij was van 1998 tot 2010 lid van de Tweede Kamer en van 2014 tot 2024 lid van het Europees Parlement.

## Biografie
Schreijer is afkomstig uit Hengevelde, waar ze samen met haar man en zoon een vleesvarkensbedrijf runt. Na de opleiding landbouw-huishoudschool volgde zij via een avondcursus van 1976 tot 1979 de mavo.

### Carrière
Van 1991 tot 1995 was Schreijer lid van de gemeenteraad in Ambt Delden en van 1995 tot 1998 was ze lid van de Provinciale Staten van de provincie Overijssel. In die tijd zette Schreijer zich in voor varkensboeren die onder druk stonden vanwege de varkenspest. Schreijer viel op en via toenmalig Kamerlid Marry Visser-van Doorn besloot ze zich kandidaat te stellen voor de Tweede Kamer.
Van 1998 tot 2010 was ze Tweede Kamerlid. Bij haar aantreden in 1998 werd ze met voorkeurstemmen gekozen; ze behaalde 17.422 stemmen. Als Kamerlid was ze van 25 september 2002 tot november 2006 ondervoorzitter van de vaste commissie voor Economische Zaken en vanaf 20 april 2004 voorzitter van de vaste commissie voor Landbouw, Natuurbeheer en Voedselkwaliteit. In 2007 werd ze met een krappe meerderheid herkozen; van de zeventien leden stemden negen blanco. In november 2008 legde ze het voorzitterschap om gezondheidsredenen neer. Schreijer-Pierik heeft zich als Kamerlid onder meer sterk ingezet voor de culturele en economische versterking van de regio Twente. Na de val van het kabinet-Balkenende IV bepleitte Schreijer-Pierik een leiderswissel binnen het CDA. Zij stelde zich niet verkiesbaar voor de Tweede Kamerverkiezingen in 2010. Op haar laatste dag als lid van de Tweede Kamer, op 16 juni 2010, werd Schreijer-Pierik benoemd tot Ridder in de Orde van Oranje-Nassau. Hierna was zij enkele jaren in de private sector actief.
Vanaf de zomer van 2005 was Schreijer-Pierik lid van de Raad van Commissarissen van betaaldvoetbalclub FC Twente te Enschede. In 2008 moest zij deze functie om gezondheidsredenen neerleggen.
Schreijer-Pierik werd door het CDA Overijssel als lijstduwer voorgedragen voor de Europese verkiezingen op 22 mei 2014. Door het nationale partijcongres kreeg zij plek 25 toegewezen.
Schreijer deed in 2014 als lijstduwer namens het CDA mee aan de verkiezingen voor het Europees Parlement. Ondanks haar lijstduwerschap voerde ze campagne voor zichzelf. Ze kreeg 113.123 voorkeurstemmen en werd daarmee verkozen. Tijdens de campagne kreeg ze ook steun van VVD-leden, aldus NRC Handelsblad. Bij de verkiezingen van mei 2019 stelde Schreijer zich opnieuw kandidaat en behaalde zij wederom op eigen kracht een zetel. In 2024 stelde ze zich niet opnieuw kandidaat, en verliet ze het Europees Parlement.

### Activiteiten in het Europees Parlement
In het Europees Parlement is Schreijer-Pierik namens de fractie van de Europese Volkspartij (christendemocraten) lid van de Commissies voor Milieubeheer, volksgezondheid en voedselveiligheid, Landbouw en plattelandsontwikkeling en Visserij.
Daarnaast is zij lid van de delegatie van het Europees Parlement bij de gezamenlijke paritaire vergadering ACP-EU (Afrikaanse, Caribische en Pacifische staten) en de Europese parlementaire delegatie met de Russische Doema.
Sinds 2014 is zij actief op dossiers van de Russische boycot van land- en tuinbouwproducten uit de Europese Unie, uitvoering van Europees natuurbeleid, de situatie in de Europese staalindustrie, de vervolging van christenen in Irak, intervenieerde over de ebola-uitbraak in West-Afrika in 2014, de veevoederindustrie en verschillende veehouderijvraagstukken.
Schreijer presenteerde december 2015 een onderzoeksrapport, met als conclusie dat Nederland is doorgeschoten met de uitvoering van de Vogelrichtlijn en Habitatrichtlijn. Bedrijven komen daardoor in de knel, zei ze. Op 15 mei 2018 belegde ze in Brussel een Wolvenconferentie, naar aanleiding van aanhoudende berichten over strooptochten van jonge wolven vanuit Duitsland, waarbij inmiddels tientallen schapen waren doodgebeten. De conclusie van de conferentie, dat de beschermde status van de wolf in Europa moest worden heroverwogen, werd niet door het Europees Parlement overgenomen.
Ze maakt zich sterk voor behoud van het Nedersaksisch. Schreijer belegde september 2016 een conferentie om de mogelijkheden te verkennen. De Europese Commissie zegde toe goede projecten te willen subsidiëren.
In februari 2018 volgde een conferentie in Beckum met onder anderen Herman Finkers.
Schreijer is tegen het halfjaarlijkse verzetten van de klokken voor de zomertijd en wintertijd. Ze stelt dat de beoogde energiebesparing niet is aangetoond en dat het menselijk bioritme wordt verstoord. De EU zou daarom moeten stoppen met het verplichte klokverzetten. In maart 2017 ontving ze handtekeningen van een Nederlandse actiegroep. In februari 2018 stemde het Europees Parlement voor een onderzoek naar de EU-regeling voor zomer- en wintertijd.
Begin juni 2017 kwam Schreijer-Pierik negatief in de publiciteit omdat ze het CDA weigerde te verantwoorden hoe ze haar onkostenvergoeding van het Europese Parlement van €4300 per maand uitgeeft, hetgeen in strijd is met het CDA-beleid. Ze besloot 9 juni alsnog verantwoording te gaan afleggen.

## Persoonlijk
Schreijer-Pierik is getrouwd en heeft drie kinderen. Ze is lid van de Rooms-Katholieke Kerk.